# ツマンスキー M-87
ツマンスキー M-87 （ロシア語：Туманский М-87、ラテン文字表記の例：Tumansky M-87）は、1930年代後半にソビエト連邦のツマンスキー設計局で開発された航空機用の空冷星型レシプロエンジンである。

## 概要
ソ連は1934年にフランスのノーム・ローヌ K14 エンジン（800 hp）のライセンスを取得し、M-85 として量産を開始した。続いて過給圧と圧縮比を改善し離昇出力を960 hpまで高めた M-86 が開発され、そして、さらなる出力向上型として M-87 が計画された。高圧縮比を実現するためにピストンとシリンダーは再設計され、過給機も新型になった。
完成したエンジンは、低空での性能は M-86 と大差なかったが、高高度性能に大きな向上が見られたため、1938年から量産が開始された。しかし実用に供してみると減速機ギアの故障が頻発するなど信頼性に問題があることが判明し、この欠点を克服するために後に M-88 が設計されることになった。
M-87 を搭載した航空機としては、イリューシン Il-4、スホーイ Su-2、ポリカルポフ I-180 がある。

## 諸元（M-87）
- タイプ：空冷星型複列14気筒
- ボア×ストローク：φ146 mm × 165 mm
- 排気量：38.72 L
- 乾燥重量：640 kg
- 圧縮比：6.1
- 過給機：遠心式スーパーチャージャー
- 出力　
  - 950 hp / 2,250 rpm （離昇出力）
  - 950 hp / 2,250 rpm （高度4,500 m）
- 比出力：24.5 hp/L
- 出力重量比：1.48 hp/kg